# 一式十二・七粍固定機関砲
一式十二・七粍固定機関砲（いっしきじゅうにぃてんななみりこていきかんほう） ホ103（ホ一〇三）は、第二次世界大戦時の大日本帝国陸軍の航空機関砲。一式固定機関砲、一式機関砲とも
太平洋戦争（大東亜戦争）における帝国陸軍の主力航空機関砲として、戦闘機のみならず多くの機体に搭載され使用された。

## 概要

### 開発
1939年（昭和14年）、それまでの主力航空機関銃であった八九式固定機関銃（口径7.7mm）の威力不足が明らかになったノモンハン事件での戦訓から、陸軍航空本部は従来の機関銃に代わる口径12.7mmの機関砲の開発を新たに計画（試製十二・七粍固定機関砲）、以下の4種類の試作を小倉陸軍造兵廠・名古屋陸軍造兵廠・中央工業に担当させた。
- ホ101 - ガス利用式の12.7mm機関砲（小倉造兵廠）[4]
- ホ102 - イタリアから購入していたブレダ SAFAT12.7mm機関銃（イ式重爆撃機として多数機を輸入していたBR.20爆撃機が搭載）のコピー（名古屋造兵廠）[4]
- ホ103 - アメリカから購入していたブローニング AN/M2航空機関銃(MG53-2)のコピー（中央工業）[4]
- ホ104 - ホ101の旋回機関砲型。並列ドラム型弾倉に52発を装填する。（小倉造兵廠）[5]

1940年（昭和15年）、審査の結果、中央工業製のホ103が優秀であったため、これを1941年（昭和16年）に一式十二・七粍固定機関砲として制式採用した。原型のAN/M2では、部品の付け替えにより給弾ベルトの差し込み方向を左右自在に変更できたが、ホ103はそれぞれ左右専用型（甲砲・乙砲）が作られている。

### 弾薬

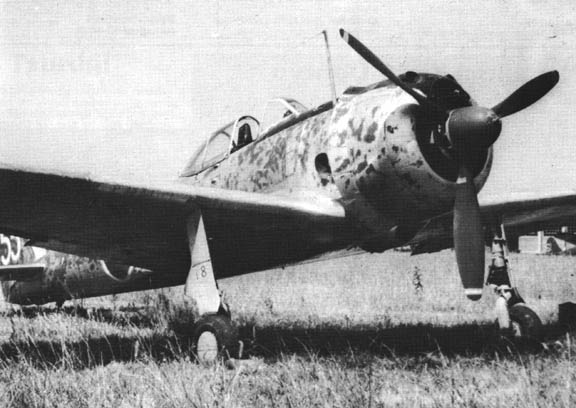
機首砲としてホ103を2門装備した一式戦二型（キ43-II）

ホ103は弾薬（弾薬筒）1発が約86gで、使用弾種は一式曳光徹甲弾・一式普通弾・一式曳光弾・マ102（特殊焼夷弾）・マ103（炸裂弾）の5種類および訓練用の演習弾である代用弾であり、実戦では主に一式曳光徹甲弾・マ102・マ103の3種類を各割合1で使用していた。一式曳光徹甲弾による射撃試験では射程300mで12mmの防弾鋼板を貫通した。
機関部など砲自体の原型はアメリカ軍のブローニング M2重機関銃の航空機搭載型（航空機関銃）であるAN/M2(MG.53-2)の小型版であるMG.53-Aであるが、使用弾薬規格はホ102の原型であるブレダ SAFAT12.7mm機関銃で用いられる12.7x81mmSR弾（ヴィッカース系.50ブリティッシュ弾）である（本弾はイ式重爆撃機購入の際、ブレダ SAFAT12.7mm機関銃ともども一緒に輸入していたものであり国産化されていた）。12.7x81mmSR弾はAN/M2で用いられる12.7x99mm弾よりも2～3割軽量・小型で発射速度では勝ったが、砲口初速と有効射程、弾道の低伸性に劣り威力を減じた。
- 一式徹甲曳光弾　弾頭重量36.5g[6]。弾尾に曳光剤0.5g、点火剤0.5g。曳光時間2秒以上[7]。
- 一式普通弾　弾頭重量36.0g[8]。訓練用。初速803.5m/s[9]。
- 一式曳光弾　弾頭重量36.5g。弾尾に曳光剤0.7g、点火剤0.3g[10]。訓練用。
- イ式弾薬　イタリアからの輸入弾薬。徹甲弾や榴弾が含まれる。

#### マ弾
ホ103はマ弾と称する特殊弾を使用可能であり、そのうちマ103はAN/M2の12.7x99mm弾には無い炸裂弾（榴弾）であり、着発式の信管を備えていた。マ102は焼夷炸裂弾で、信管がなく敵機命中時の摩擦熱により炸裂し燃料タンクに対する焼夷効果を狙っていた。
実戦配備初期のマ弾は過敏な機械式信管のため、砲身内や薬室で暴発する腔発や、発射直後の早期炸裂といった事故が発生していたが、量産と並行してこれらの不具合も徐々に改良されていった。
1943年（昭和18年）後半には、従来の機械式信管に代わる空気式信管が陸軍のもとで新開発された。この信管は、弾頭内部に空洞を設け、空洞の先端は金属の薄板でふさがれているだけの単純な構造であり、目標に弾丸が命中すると薄板が変形し、空洞内部を圧縮した。この断熱圧縮によって信管内部の火薬が発火するという仕組みであった。海軍側も二十粍機銃弾薬と二式十三粍旋回機銃用弾薬として採用し、無撃針信管と呼称した。
この空気式信管を使用する新型マ弾は（従来の複雑な機械式信管と比べ）信頼性を極度に高め暴発事故は激減、かつ信管機構の単純化・小型化により生産効率は従来比8倍となり、弾頭（弾丸）にスペースができたため、炸薬の増量により威力を増している（新型マ103を装備する一式戦と交戦したアメリカ陸軍航空軍の乗員は「20mm弾が命中した」とよく報告している）。新型マ弾は早くも同年末にはビルマ戦線の飛行第64戦隊など第一線部隊に広く実戦配備され、同地における12月1日の空戦では6機のB-24爆撃機を確実撃墜するなど効果を挙げている。
- マ102　特殊焼夷弾。頭部に炸薬2.70g（被甲1.65g、内管1.05g）、内部に発火剤（焼夷剤）1.05gを含む[13]。0.8mm以上のジュラルミンに当たれば炸裂する。200℃以上で自爆するので150℃以上は使用禁止[14]。
- マ103　炸裂弾（榴弾）。頭部に瞬発信管を装着。砲身加熱に対して安全[14]。1944年5月の資料に改修「マ103」の記述があり、空気信管型と思われる。爆薬0.5g、焼夷剤1.0g（改修マ103）[15]。
- マ106　薄肉榴弾。ドイツのMG 151 機関砲で使用された薄殻榴弾を参考に開発された。終戦までに基礎研究を完了していた。[16]

## 実戦

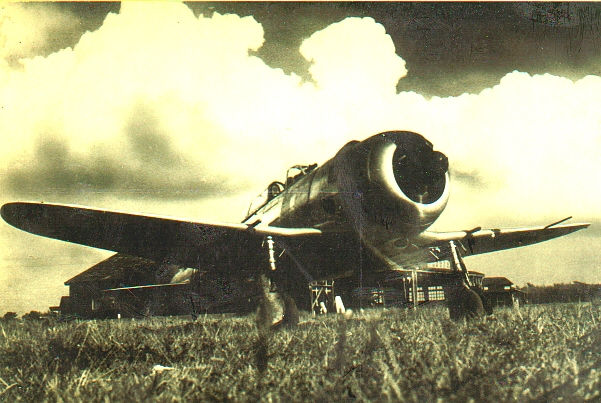
翼砲としてホ103を2門、機首銃として八九式を2挺装備した二式戦二型甲（キ44-II甲）

本砲は太平洋戦争開戦までに、第一線に従事する全ての一式戦闘機「隼」一型乙（キ43-I乙）、及び二式戦闘機「鍾馗」一型甲（キ44-I甲）に搭載され初陣を飾った。以降、全ての陸軍制式戦闘機のみならず九九式襲撃機（キ51）後期型など多くの機体に搭載され、また、ホ103をベースとして大戦後期に登場した口径20mm（20x94mm弾）のホ5 二式二十粍固定機関砲の実戦配備後も、四式戦闘機「疾風」一型甲（キ84-I甲）や三式戦闘機「飛燕」一型丁（キ61-I丁）などで（ホ103・ホ5混成装備として）広く使用された。
また本来は固定機関砲として開発されたものの、一部が一式十二・七粍旋回機関砲という名称で射手が操作する旋回機関砲として転用・改良され、機体背面にホ103用の球型砲塔を有する九七式重爆撃機二型乙（キ21-II乙）や、四式重爆撃機「飛龍」一型（キ67-I）、九九式双発軽爆撃機二型丙（キ48-II丙）などが搭載した。
なお、ドーリットル空襲の際に陸軍飛行実験部実験隊の荒蒔義次少佐と梅川亮三郎准尉により、水戸陸軍飛行学校においてホ103射撃試験中であったキ61（のちの三式戦「飛燕」）試作機2機が急遽迎撃を行い、代用弾を装備し先行した梅川機がB-25を1機撃破している。

## 搭載機

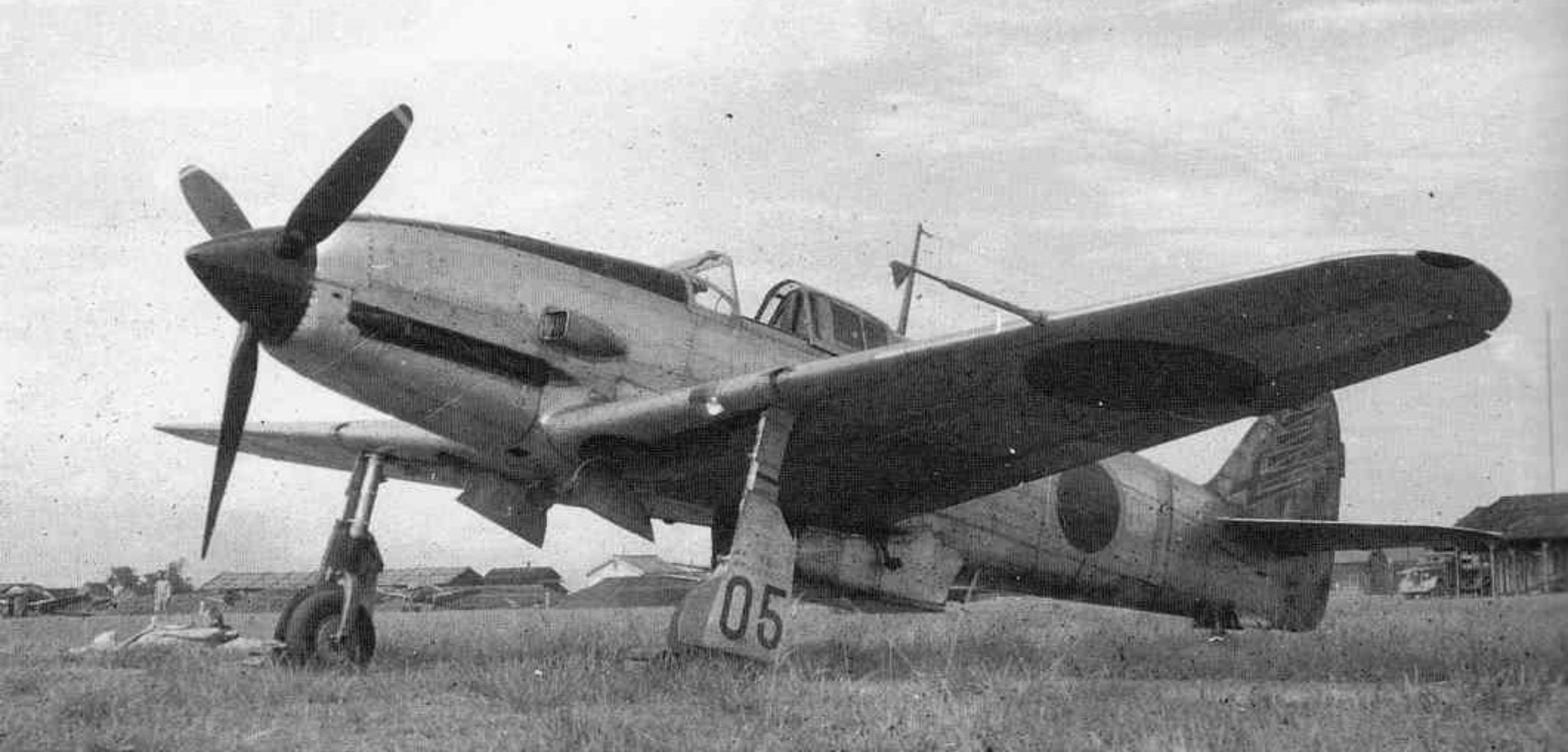
機首砲としてホ103を2門、翼銃として八九式を2挺装備した三式戦一型甲（キ61-I甲）

- 一式戦闘機「隼」（キ43）
- 二式戦闘機「鍾馗」（キ44）
- 二式複座戦闘機「屠龍」（キ45改）
- 三式戦闘機「飛燕」（キ61）
- 四式戦闘機「疾風」（キ84）
- 五式戦闘機（キ100）
- 九九式襲撃機（キ51）
- 九七式重爆撃機（キ21）
- 四式重爆撃機「飛龍」（キ67）
- 九九式双軽爆撃機 （キ49）

他

## 現存砲

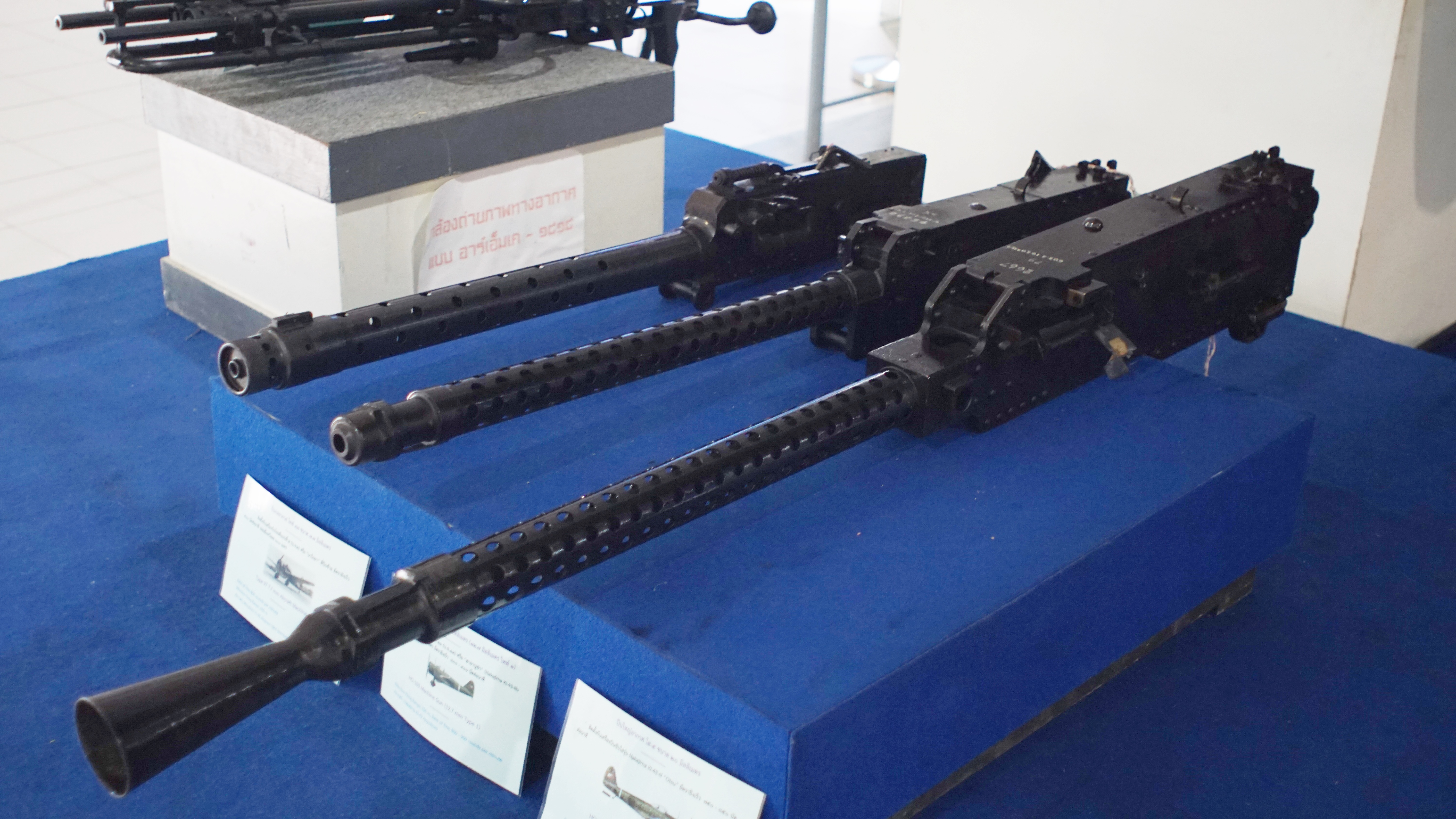
手前がホ5 二式二十粍固定機関砲、中央がホ103 一式十二・七粍固定機関砲（タイ王国空軍博物館収蔵品）

ホ103は比較的多数が世界に現存しており、代表的な物としては日本国内では茨城県稲敷郡の陸上自衛隊武器学校に九八式旋回機関銃などとともに、また大阪府交野市星田では2005年（平成17年）3月16日に第2京阪道路工事作業中、地中より弾薬数発とともに見つかったホ103が、同じく出土したホ5・ハ40・プロペラ・機体残骸とともに同市のスポーツ施設に展示されている。
なお交野市のこの出土品は、1945年（昭和20年）7月9日正午頃の同市星田村上空におけるP-51との空戦で撃墜された、飛行第56戦隊（伊丹飛行場駐屯）所属・中村純一陸軍少尉（死後陸軍中尉に特進）の搭乗機である三式戦「飛燕」一型丁（キ61-I丁）ないし二型（キ61-II改）であることが判明している。中村中尉は被撃墜時に乗機より脱出し落下傘降下したものの、P-51に落下傘索を切られ戦死（墜死）しており、遺体は同地住民の手により弔われ慰霊碑が建てられている。
国外ではスミソニアン国立航空宇宙博物館（八九式旋回機関銃、九八式旋回機関銃とともに）、中国人民革命軍事博物館（九八式二十粍高射機関砲などとともに）、タイ王国空軍博物館（八九式旋回機関銃、ホ5などとともに）などで展示されている。